# Clean Water Act
Clean Water Act (właściwie Federal Water Pollution Control Act, ustawa o czystych wodach) – akt prawny Stanów Zjednoczonych regulujący kwestie prawa wodnego w zakresie jakości wód. Akt Federal Water Pollution Control Act został wydany w 1948 i od tego czasu był kilkukrotnie znacząco nowelizowany, jednak nowelizację z 18 października 1972 (Public Law 92-500. Federal Water Pollution Control Act Amendments of 1972) uważa się za przełomową na tyle, by liczyć od niej obowiązywanie w Stanach Zjednoczonych współczesnego prawa dotyczącego jakości wód. Od czasu tej nowelizacji również funkcjonuje zwyczajowa nazwa Clean Water Act.
CWA składa się z dwóch części – pierwsza opisuje warunki udziału instytucji federalnych w budowie komunalnych oczyszczalni ścieków, a druga dotyczy warunków, pod jakimi może następować uwalnianie ścieków komunalnych i przemysłowych. Jest podstawą do działań Environmental Protection Agency w zakresie ochrony wód przed zanieczyszczeniem i ustalania kryteriów klasyfikacji ich jakości.
Nowelizacja z 1972 została zawetowana przez prezydenta Richarda Nixona, jednak weto zostało uchylne przez Kongres Stanów Zjednoczonych.